# Trekroner Station
Trekroner Station er en jernbanestation ved Trekroner i udkanten af Roskilde på strækningen mellem Roskilde og København. Stationen, der blev åbnet i 1988, består af fire spor og to delvist overdækkede perroner, der er forbundet med omverdenen af en gangtunnel. Ved Trekroner Centervej nord for stationen er der busstoppesteder, cykelstativer og parkeringsplads.
Trekroner Station ligger ved en bebyggelse med navnet Lidtgodthuse, men der var ikke politisk vilje til at lave en "Lidtgodt Station"[kilde mangler], så den fik derfor sit navn efter en bebyggelse lidt længere væk. Trekroner Station betjener først og fremmest Roskilde Universitet (RUC), men der foregår løbende en hastig udvikling af såvel bolig- som erhvervsbyggeri i Trekroner-området, som Trekroner Station også i stigende omfang betjener. Der er desuden busforbindelse til Fyn og Jylland, da stationen fungerer som stoppested for Roskilde for fjernbussen linje 888.

## Galleri
- Gangtunnel.
- Trappe til perron.
- Elevator til perron.
- Perron for tog mod København.
- Perron for tog mod Roskilde.

## Antal rejsende
Ifølge Østtællingen var udviklingen i antallet af dagligt afrejsende: 
| År   | Antal | År   | Antal | År   | Antal | År   | Antal |
| ---- | ----- | ---- | ----- | ---- | ----- | ---- | ----- |
| 1984 | -     | 1993 | 1.466 | 2000 | 2.289 | 2005 | 2.727 |
| 1987 | -     | 1995 | 1.475 | 2001 | 2.038 | 2006 | 2.440 |
| 1990 | 1.595 | 1996 | 1.573 | 2002 | 1.933 | 2007 | 2.377 |
| 1991 | 1.500 | 1997 | 1.899 | 2003 | 2.133 | 2008 | 2.293 |
| 1992 | 1.487 | 1998 | 2.057 | 2004 | 2.554 |      |       |